# Тала (приток Нени)
Тала — река в России, протекает по Солтонскому и Ельцовскому районам Алтайского края. Устье реки находится в 152 км по правому берегу реки Неня. Длина реки составляет 14 км.

## Данные водного реестра
По данным государственного водного реестра России относится к Верхнеобскому бассейновому округу, водохозяйственный участок реки — Бия, речной подбассейн реки — Бия и Катунь. Речной бассейн реки — (Верхняя) Обь до впадения Иртышам.